# Arthur Barnard
Arthur Barnard (Seattle, 10 marzo 1929 – 1º maggio 2018) è stato un ostacolista statunitense.

## Palmarès

### Olimpiadi
- Bronzo a Helsinki 1952 nei 110 metri ostacoli.